# Gert Adendorff
Gert Wilhelm Adendorff (a volte riportato anche Odendorff o Ordendorf) (Graaff-Reinet, 10 luglio 1848 – Unione Sudafricana, circa 1914) è stato un militare sudafricano di etnia boera.

## Biografia

### Due battaglie nello stesso giorno
Gert Adendorff nacque nel 1848 nell'allora Colonia del Capo da una famiglia di immigrati tedeschi, decimo figlio di tredici. Poco o nulla è noto di lui prima della guerra anglo-zulu, se non che era già impiegato come ausiliario dell'esercito britannico nella precedente nona guerra contro gli Xhosa.
In vista dell'imminente guerra contro gli zulu Adendorff venne reclutato nel Natal Native Contingent e promosso ufficiale col grado di tenente del 3º reggimento. Partecipò quindi all'iniziale invasione dello Zululand, venendo lasciato di guardia al campo base britannico di Isandlwana; il 22 gennaio 1879 faceva parte delle sentinelle britanniche mandate in avanscoperta, e fu tra i primi a scoprire l'enorme impi zulu che si stava avvicinando furtivamente all'accampamento; quando avvertì i superiori non venne tuttavia compreso poiché non parlava bene l'inglese, e i suoi avvertimenti vennero sostanzialmente ignorati. Conscio della debole posizione britannica, si trattenne a difendere Isandlwana per alcune ore, poi al collasso della coesione dei soldati inglesi montò a cavallo e si diede alla fuga, scampando così al susseguente massacro generale.
A differenza della maggior parte dei fuggiaschi tuttavia non si diresse verso sud, ma ad ovest, verso l'avamposto britannico di Rorke's Drift per avvertire la ridotta guarnigione dell'imminente attacco degli zulu. Incontrò sulla riva del fiume Buffalo il tenente John Chard, comandante di Rorke's Drift, e insieme rientrarono subito alla missione, fortificata in tutta fretta in vista del prossimo attacco nemico. Adendorff combatté così lo stesso 22 gennaio anche nella battaglia di Rorke's Drift, incaricato di difendere il magazzino. Dopo molte ore di furiosi combattimenti i britannici riuscirono a respingere gli zulu, anche grazie al tempestivo avvertimento di Adendorff, uno dei pochi individui (forse l'unico) a combattere nello stesso giorno sia ad Isandlwana che a Rorke's Drift.

### Vita successiva
Dopo la disfatta di Isandlwana il Natal Native Contingent venne sciolto, e Adendorff tornò alla vita civile. Cercò di sfruttare la sua nuova fama pubblicando un resoconto sulla sua esperienza bellica, che venne tuttavia accolto freddamente e lo rese quindi riluttante a parlarne negli anni successivi.
Si trasferì poi nella Repubblica del Transvaal, impegnato nell'industria mineraria. Allo scoppio della seconda guerra boera non riprese le armi, ma dovette subire a più riprese sequestri da parte sia delle autorità boere che di quelle britanniche. Adendorff uscì quindi finanziariamente rovinato dal conflitto, e non si riprese più dalla conseguente ristrettezza economica. Dopo la guerra se ne perdono le tracce, e morì probabilmente nel 1914.

## Ruolo nella battaglia di Rorke's Drift
A partire dalla metà del XX secolo alcuni studiosi cominciarono a dubitare che il tenente fosse effettivamente rimasto a combattere a Rorke's Drift, propendendo invece per una sua subitanea fuga. Già all'epoca, probabilmente per invidia, si sparsero voci sulla codardia di Adendorff, ma lo stesso tenente Chard lo menzionò nel suo resoconto della battaglia come uno dei combattenti più coraggiosi, e molti conoscenti e commilitoni ne testimoniarono la presenza a Rorke's Drift sia durante che dopo gli scontri. Inoltre, data la durezza delle punizioni dell'epoca per chi si fosse macchiato di diserzione, è altamente improbabile una grazia ad Adendorff da parte delle autorità o comunque una loro negligenza al riguardo.
Nel film Zulu, basato sulla battaglia di Rorke's Drift, il ruolo di Adendorff venne interpretato dall'attore Gert van den Bergh. Nel film Adendorff ha un ruolo di rilievo, istruendo i tenenti John Chard e Gonville Bromhead sulle tattiche degli zulu e assistendoli nella difesa di Rorke's Drift (anche se, forse ammiccando alla teoria che lo vuole fuggito prima della battaglia, a differenza degli altri personaggi non è presente alcuna scena che lo mostri combattere).